# Notiosterrha triglypta
Notiosterrha triglypta är en fjärilsart som beskrevs av Oswald Beltram Lower 1908. Notiosterrha triglypta ingår i släktet Notiosterrha och familjen mätare. Inga underarter finns listade i Catalogue of Life.